# Aidastof

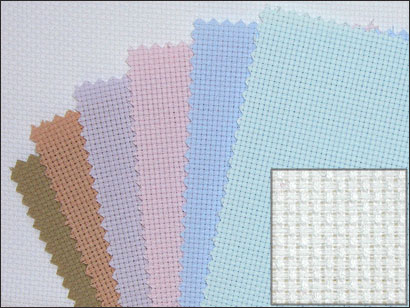
Verschillende kleuren aidastof

Aidastof, ook wel geschreven als aïdastof, is een stramien in effenbinding, bedoeld om op te borduren, met name met (halve) kruissteken. Deze katoenen stof heeft een weefselpatroon dat kruissteken vergemakkelijkt en voldoende stijfheid bezit zodat de borduurder geen borduurring hoeft te gebruiken om de stof strak gespannen te houden.

## Eigenschappen
Aidageweven stof wordt geweven met gaatjes tussen de schering en de inslag. De draden zijn zowel horizontaal als verticaal gegroepeerd in gelijke aantallen. Hierdoor ontstaan gaatjes in de stof waar de borduurnaald eenvoudig doorheen glijdt. Er zijn stoffen met verschillende groottes van de gaatjes, bedoeld voor verschillende garendiktes. De stoffen worden ingedeeld ofwel volgens het Engelse systeem, waarbij sprake is van counts (aantal kruissteekjes per inch), ofwel volgens het aantal kruisjes per centimeter.

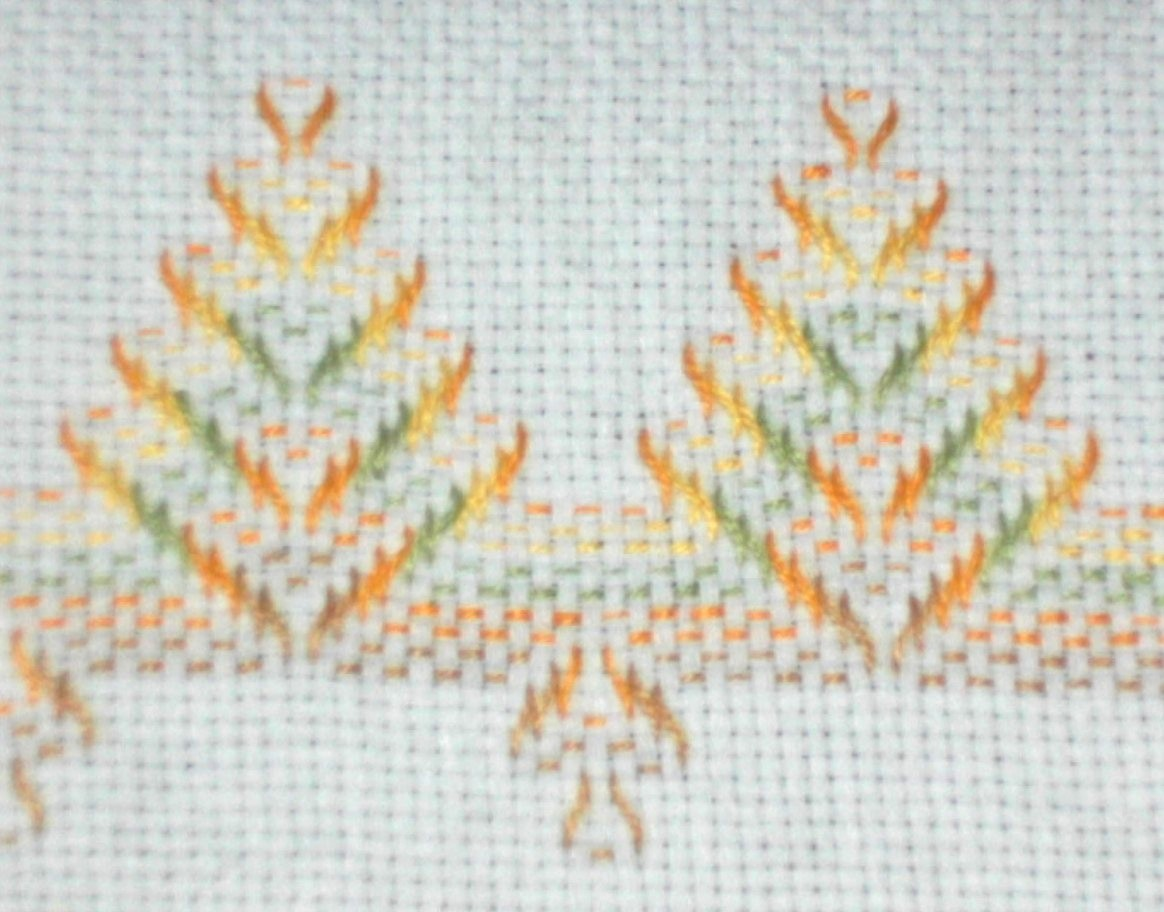
Borduursel op aidastof

Aidastof is onder andere verkrijgbaar in de volgende soorten:
- 08 count  =  3,1 kruisje per cm (3.1 kr./cm)
- 11 count  =  4.3 kr./cm
- 14 count  =  5.5 kr./cm (meest gebruikt)
- 16 count  =  6.3 kr./cm
- 18 count  =  7.1 kr./cm (fijn borduurwerk)
- 20 count  =  8.0 kr./cm (heel fijn borduurwerk)

Er bestaat ook easy-countstof: hierbij is de stof met gekleurde lijnen verdeeld in vakjes van 10 steken, zodat je bij het uittellen van het patroon makkelijker ziet waar je moet beginnen. Als het borduurwerk gewassen wordt zodra het klaar is, verdwijnen de lijnen.
Aida-doek heeft de neiging om te rafelen en wordt daarom voor gebruik meestal omgezoomd. De stof mag pas gewassen worden als het borduurwerk gereed is, en heeft de neiging iets te krimpen in de was. Dit gebeurt met name op de plekken waar geborduurd is, omdat kruissteken de stof al iets samentrekken. Handwas wordt daarom aanbevolen.